# Aotearoa

La bandera maorí o Tino rangatiratanga.

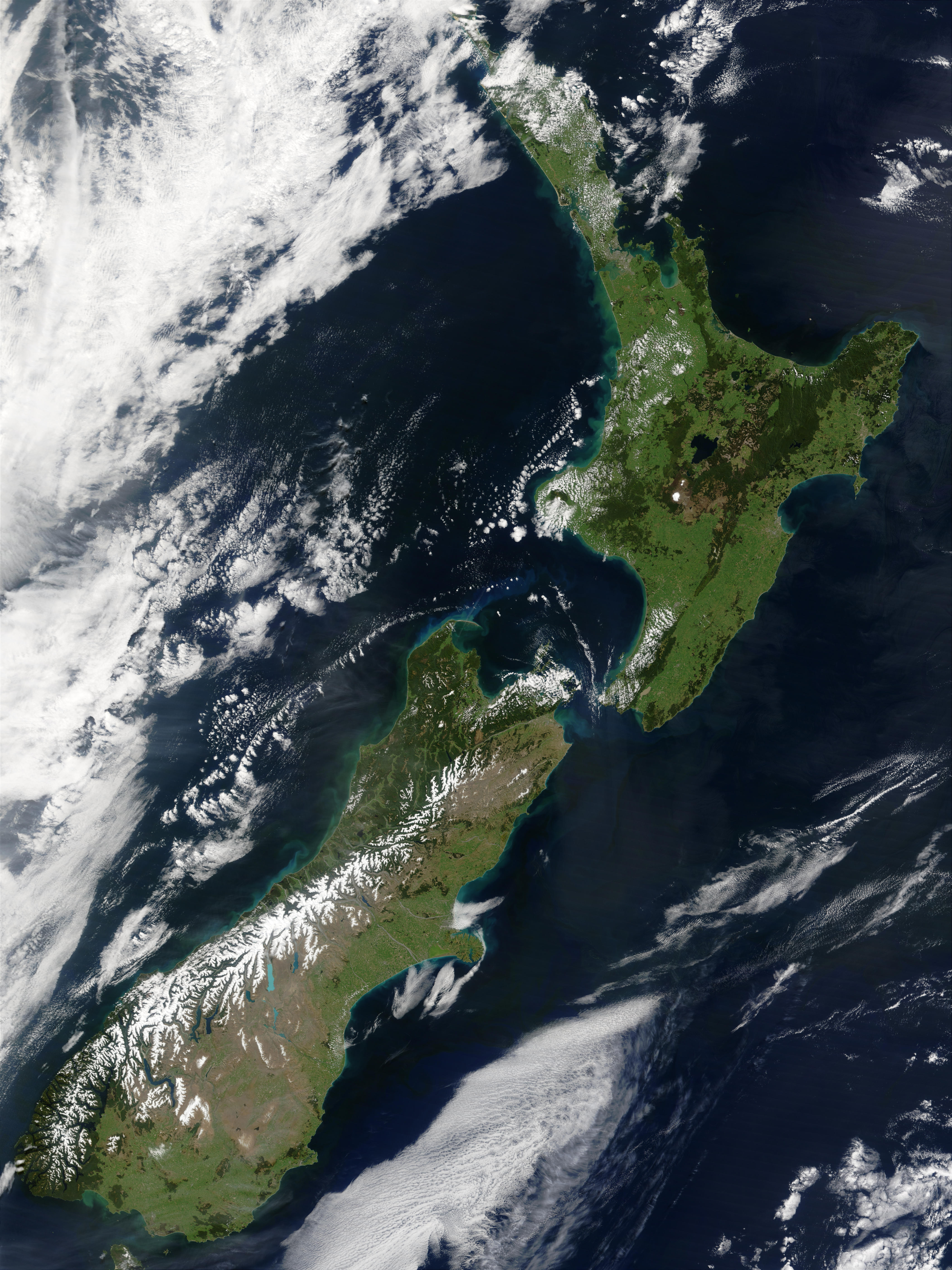
Aotearoa (Nueva Zelanda) desde el espacio.

Aotearoa (en lengua māori /Archivo de audio "Aotearoa.mp3" no encontrado/, y pronunciado comúnmente por los angloparlantes como /ˌaʊtɛəˈroʊ.əⓘ/) es el nombre maorí para Nueva Zelanda.
Originalmente fue utilizado por el pueblo maorí para referirse sólo a la Isla Norte, pero, desde finales del siglo XIX la palabra alude a todo el país. Se han propuesto varios significados para el nombre; El significado más popular que se suele dar es «nube blanca larga», o variaciones de la misma, pudiendo hacer referencia a las formaciones de nubes que ayudaron a los primeros navegantes polinesios a encontrar esta tierra.
Desde finales del siglo XX, Aotearoa se está generalizando en los nombres bilingües de organizaciones e instituciones nacionales. Desde la década de 1990, se acostumbra a cantar el himno nacional de Nueva Zelanda tanto en maorí como en inglés, «God Defend New Zealand» o E Ihowa Atua Aotearoa.

## Etimología
Aunque el significado original de Aotearoa no se conoce, la palabra se puede dividir como: «ao» (nube, amanecer, día o mundo) «tea» (blanco, claro o brillante) y «roa» (largo). También se puede dividir como «aotea» (el nombre de uno de los waka originales que migró a Aotearoa) y «roa». La traducción común es «la tierra de la larga nube blanca».
Las traducciones alternativas son «mundo largo y brillante» o «tierra del día permanente» que se refiere a la duración y la calidad de la luz del día de Nueva Zelanda (en comparación con los días más cortos que se encuentran más al norte en Polinesia).

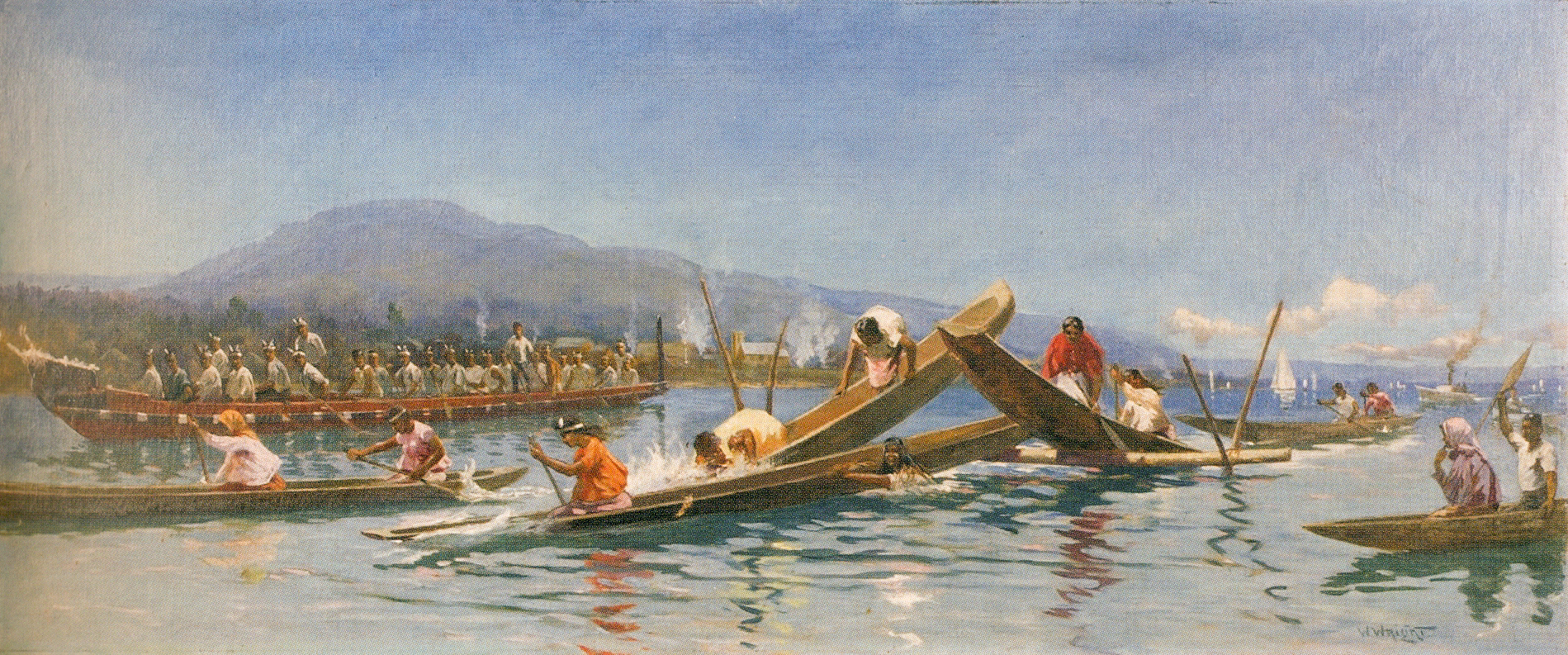
Carrera de wakas (canoas maoríes).

Otra propuesta dice que la primera tierra que las canoas polinésicas avistaron se llamó Aotea, la actual isla Aotea (en inglés, Great Barrier Island), y que cuando luego vieron la enorme masa de tierra que había detrás, la llamaron Aotea-roa (Aotea larga).

## Uso

### Político
En la política neozelandesa, el uso de la palabra generalmente con fines reivindicativos y de visibilización del pueblo maorí. También con otras reivindicaciones sociales o ecologistas. Por ejemplo, el Partido Verde de Aotearoa Nueva Zelanda.

### Científico
Existe un género monotípico de arañas endémico de la Isla Sur de Nueva Zelanda llamado Aotearoa. También hay una especie de coleóptero (escarabajo) llamado Macratria aotearoa que habita en Nueva Zelanda y, ya fuera de la biología, existe un asteroide descubierto por científicos en Nueva Zelanda llamado (3400) Aotearoa.